# Chiesa di San Rocco (Courtrai)
La chiesa di San Rocco è stata la parrocchiale di Courtrai nelle Fiandre. Risale al XIX secolo.

## Storia

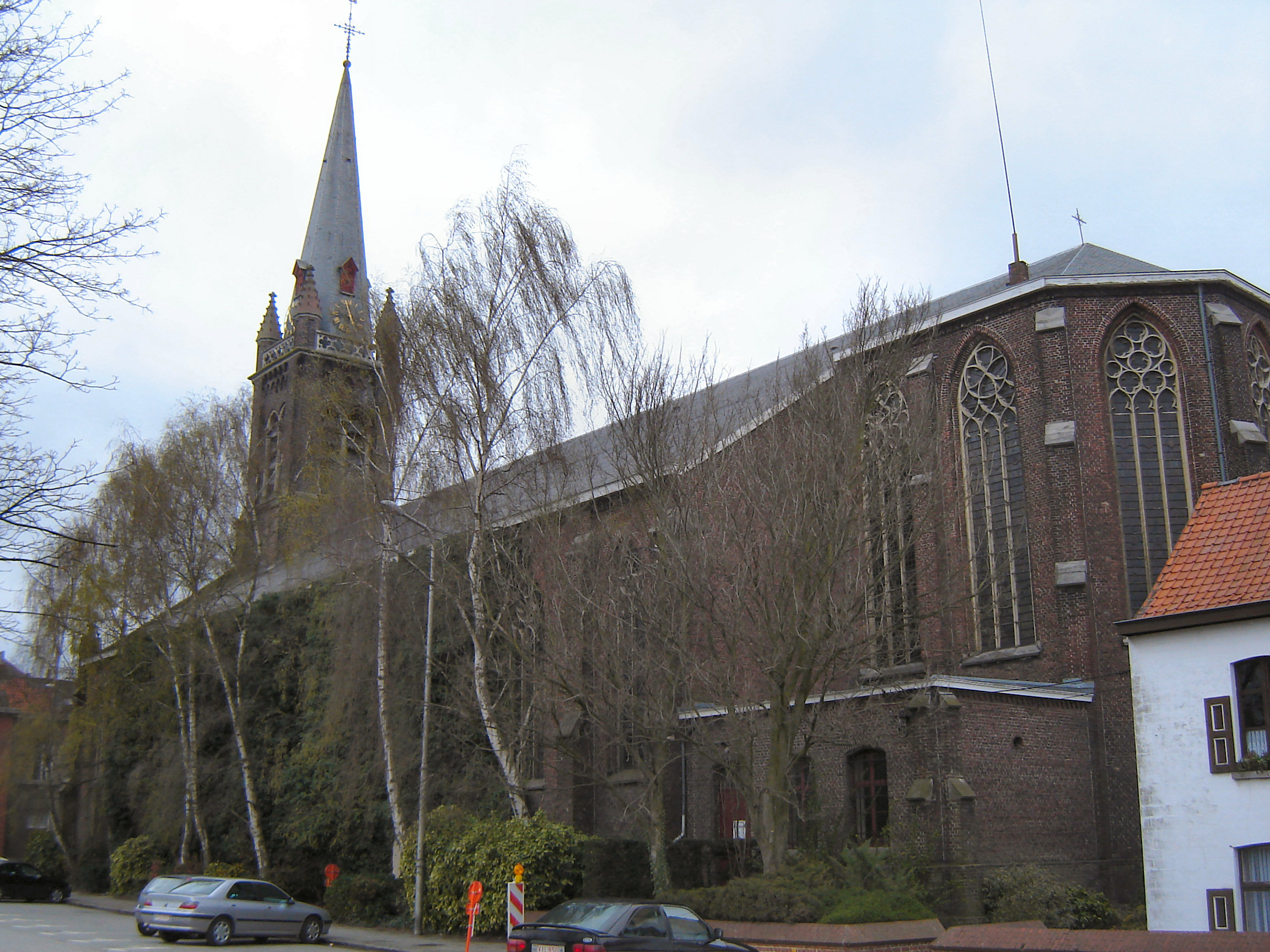
Chiesa di San Rocco, fianco destro.

La chiesa parrocchiale di Courtrai fu edificata tra il 1863 e il 1870 e consacrata nel 1884.
Nel 2020 il tempio ha celebrato le funzioni per l'ultima volta prima di essere chiuso al culto, sconsacrato e venduto a privati col vincolo di non utilizzarlo a scopi commerciali.

## Descrizione

### Esterni
La chiesa si trova nel centro dell'abitato di Courtrai e mostra tradizionale orientamento verso est. La facciata a capanna è caratterizzata dall'imponente torre campanaria posta al suo centro con le tipiche caratteristiche neogotiche. Si presenta in mattoni rossi a vista e il portale archiacuto si trova alla base della torre e conserva l'altorilievo raffigurante San Rocco. Ai lati vi sono due alte finestre che portano luce alle navate laterali della sala. Sopra, in asse, l'ampia finestra ad arco acuto, il rosone di minori dimensioni e la cella che si apre con quattro finestre a bifora. La copertura apicale è costituita da una piramide acuta in ardesia con un orologio nella parte anteriore e pinnacoli in laterizio.

### Interni
La sala è a basilica con tre navate voltate a crociera. l'altare maggiore è dedicato al titolare. Alcuni arredi sono di valore artistico e storico, come la sedia confessionale disegnata da Helleputte nel 1885 mentre gli stalli lignei del coro sono opera di C. Carbon  e risalgono al 1878. Il fonte battesimale è del 1870 mentre l'organo a canne risale agli ultimi anni del XIX secolo. Nella sala sono conservati tre dipinti su rame che raffigurano la Natività della Madonna, l'Incoronazione di Maria e la Presentazione di Gesù al Tempio.